# Typhlops mirus
Typhlops mirus este o specie de șerpi din genul Typhlops, familia Typhlopidae, descrisă de Jan 1860. Conform Catalogue of Life specia Typhlops mirus nu are subspecii cunoscute.

## Taxonomie
Typhlops mirus face parte din genul Typhlops, familia Typhlopidae, un grup de șerpi mici, subterani, cunoscuți ca șerpi orbi datorită vederii reduse. Această specie este întâlnită în special în regiuni tropicale și subtropicale, de obicei în păduri umede sau zone cu vegetație densă.
Datorită dimensiunii și modului său de viață, foarte puține detalii sunt cunoscute despre biologia exactă și distribuția completă a speciei.

## Specificații
Lungimea totală ajunge la 12–14 cm. Capul este mic. Botul este rotund. Ochii sunt reduși, dar vizibili. Scuturile preorbitale sunt mici și de mărimi diferite. Scuturile nazale sunt mărite, separate și nu se ating între ele. Corpul este asemănător unui vierme, foarte subțire, cu 18 rânduri de solzi. De asemenea, pe corp sunt între 298 și 360 de solzi alungiți.
Coloritul spatelui este maro închis sau negru. Botul și orificiul anal au culoarea crem-gălbuie. Abdomenul are o culoare crem palidă. Coada este cenușie.

## Mod de viață

Preferă zonele împădurite, uneori urcă chiar și în copaci. Ziua se ascunde printre frunze uscate sau putrezite, în sol. Este activ noaptea. Se hrănește cu artropode mici și viermi.
Activitatea nocturnă poate fi o adaptare pentru evitarea prădătorilor și pentru temperaturile mai favorabile.

## Conservare
Din cauza vieții subterane și a dimensiunii mici, aceste șerpi sunt dificil de studiat și monitorizat.
Habitatul lor forestier este vulnerabil la defrișări și degradare.